# 舟戸橋
舟戸橋（ふなとばし）は、富山県砺波市の庄川に架かる桁橋である。

## 概要
- 左岸：富山県砺波市庄川町青島、庄川町金屋
- 右岸：富山県砺波市庄川町庄
- 形式：鋼3径間連続鈑桁橋およびHBB合成桁橋[1]
- 橋長：210 m
  - 主径間1連分支間割 - ( 62.0 m + 62.0 m + 62.0 m )
- 幅員
  - 有効幅員：9.0 m[1]
  - 車道：6 m[1]
  - 歩道：両側1.5 m[1]
- 総工費：約2億9,000万円[1]
- 床版 - 鉄筋コンクリート
- 施工 - 川田工業

## 沿革
かつて吊橋の藤掛橋が架かっていたが、老朽化と庄川用水合口ダム築造により撤去された。これに伴い堰堤上の通行を許可され、当時の東山見村は村道として使用された。1973年（昭和48年）7月に国の補助事業認定に伴い、舟戸橋新設事業費（調査費）647万円を計上し、1974年（昭和49年）着工。当初は1976年（昭和51年）の完成を予定していた。
予定より完成は遅れたものの、1978年（昭和53年）4月15日に竣工した。